# Ciències socials
Les ciències socials o humanes són les ciències que s'ocupen d'aspectes de les persones no tant en quant ésser biològic sinó en el seu aspecte d'individu que interacciona amb altres dins un sistema o societat determinada. Es diferencien de les humanitats, malgrat que poden coincidir en metodologies d'investigació en algunes disciplines com l'antropologia, en el paper que atorguen a les dades i al mètode científic, mentre que es distancien de les ciències experimentals perquè inclouen les representacions mentals i els supòsits dels individus estudiats (aspecte intern de l'observació).
Algunes ciències socials són:
- Ciències Polítiques[4]
- Antropologia
- Sociologia
- Història
- Economia
- Ciències de la Comunicació[2]
- Pedagogia[cal citació]
- Psicologia[2]

## Història
A l'Antiga Grècia no hi havia separació entre els tipus de ciència, tot era considerat coneixement. El positivisme va escindir les branques del saber, que havien crescut fins a exigir l'especialització dels estudiosos per la impossibilitat d'abastar-les completament. El terme ciències socials apareix per primer cop al segle xix, a una obra de William Thompson.
Des del segle xx la recerca va anar unida a l'estadística, buscant resultats comparables a altres àmbits científics. L'etnografia, però, va reivindicar la recerca qualitativa com a pròpia de les ciències socials, encara que compatible amb altres mètodes d'anàlisi.
El 2008 la investigadora Virginia Molina proposà l'aplicació de les ciències de la complexitat a les ciències socials.

## Antropologia cultural, antropologia social, etnologia i sociologia
A l'àmbit de les ciències socials hi ha discussions acadèmiques respecte l'antropologia social, la cultural i la sociologia a nivell de classificació i de denominació i semàntica.

### Denominació
Alguns autors consideren que l'antropologia cultural és sinònima a la social mentre que altres les diferencien.
El nom antropologia cultural és especialment utilitzat a Amèrica del Nord. Alguns britànics també l'utilitzen.

### Classificació
Autors consideren que l'antropologia cultural és una branca de l'antropologia mentre que altres consideren que l'antropologia social (baix la consideració de sinònima a la cultural) és una branca de la sociologia. De la segona manera de pensar, Radcliffe-Brown l'anomenà "sociologia comparada". També hi ha autors que pensen que la sociologia és una branca de l'antropologia social.
Hi ha qui diferència l'antropologia social de la sociologia perquè els primers estudien als "salvatges" (societats no industrials) i els segons a les societats industrials. Açò suposa un problema alhora de definir les diferències entre "salvatges" o "primitius" i "moderns" o "industrials". Altres diferenciacions són: el criteri d'estudi de la totalitat de les relacions (per a l'antropologia social) i les específiques a un problema (per a la sociologia); i el criteri de tècnica, on els antropòlegs s'aproximen als individus estudiats i els sociòlegs no.
L'etnologia, segons l'ús que fan els britànics de la paraula, es diferència de l'antropologia social per investigar pobles del passat, relacionat amb l'arqueologia.